# Arde, amor
Arde, amor es una película española dirigida por Raúl Veiga en el año 1999.

## Argumento
Una pareja, Lucio y Rosa, pone fin a sus vidas como consecuencia de un pacto de muerte, sin que Ranxel (Chete Lera), amigo de Lucio, pueda evitarlo. La tragedia conmociona a Luis (Sergi López) y Modia (Rosana Pastor), anteriores amantes de Rosa y Lucio. Tras largo tiempo sin verse, Luis busca a Modia para que le ayude a entender las razones del trágico final y descubre que Ranxel había acompañado a los muertos en sus últimos días. A partir de esa encrucijada, la búsqueda de una explicación para la muerte de la pareja da paso al proceso a través del cual Luis y Modia intentan redescubrir la posibilidad de vivir y amar frente a un Ranxel que se muestra cada vez más inquietante.
La película recibió los siguientes premios y distinciones:
- Premio a la mejor actriz (Rosana Pastor) en la XX Mostra Cinema del Mediterrani (1999), festival reconocido por la F.I.A.P.F.
- Premio en la categoría “low-budget” en la WorldFest Flagstaff de Arizona (1999).
- Gran Premio del Jurado a la mejor película extranjera en el Bare Bones Film Festival de Oklahoma (2000).
- Premio AGAPI 2000 al mejor guion.
- Premio AGAPI 2000 al mejor montaje.
- Premio AGAPI 2000 a la mejor producción.

Arde amor fue seleccionada también, entre otros, para los siguientes festivales internacionales:
- Fort Lauderdale International Film Festival 1999 (competición oficial “foreign film”).
- XX Festival Internacional de Cine de Porto/Fantasporto 2000 (competición oficial “Semana dos realizadores”), festival reconocido por la F.I.A.P.F.
- New York International Independent Film & Video Festival 2000.